# Róbert Szepessy
Róbert Szepessy (ur. 12 sierpnia 1985 w Budapeszcie) – węgierski piłkarz, występujący na pozycji napastnika.